# Tratado de Itaipu
O Tratado de Itaipu é o instrumento legal para o aproveitamento hidrelétrico do Rio Paraná pelo Brasil e pelo Paraguai, assinado em Brasília em 26 de abril de 1973, no qual o Paraguai se obrigou a vender o excedente energético ali produzido, ao Brasil até 2023.
O Tratado de Itaipu, assinado em 1973 por Brasil e Paraguai, regula o aproveitamento hidrelétrico do rio Paraná, pertencente às duas nações. Pelo acordo, o Brasil tem direito a 50% dos 14 mil megawatts de potência da usina, e compra cerca de 30% do Paraguai, pelo mesmo preço, já que o país vizinho não usa toda sua parte.